# Un eroe di Tokyo
Un eroe di Tokyo (東京の英雄, Tōkyō no eiyū) è un film del 1935 diretto da Hiroshi Shimizu.
Melodramma mescolato con il genere shōshimin-eiga (genere realista incentrato sulle vite quotidiane di persone della classe media) in cui si seguono le vicende, anche tragiche, di una famiglia composita nella Tokyo degli anni '30. 

## Trama
Kaichi Nemoto è vedovo con un bambino, Kanichi, cui vorrebbe dare una nuova madre. Proprio mentre gli affari dell'impresa di cui è responsabile stanno per andare in rovina, Kaichi decide di risposarsi. La sua seconda moglie è Haruko, vedova anche lei, con una bambina, Kayoko, e un bambino, Hideo.
Poco dopo sposati, l'impresa fallisce e Kaichi scompare, lasciando Haruko sola con tre bambini da allevare. Dopo aver perso parte dei beni ed essersi venduta il resto, la donna deve arrangiarsi per poter tirare avanti.
Dieci anni dopo la famiglia è felice e prospera. Haruko ha un lavoro redditizio e ora Kayoko sta per sposarsi e Kanichi è vicino alla laurea. Dopo poco dal suo bel matrimonio, però, Kayoko torna a casa perché il marito l'ha ripudiata dopo aver saputo il vero lavoro della madre. Haruko intima alla ragazza di non farne parola con i fratelli, ma per lei è dura restare a casa e addurre motivi fantasiosi per il suo divorzio, così se ne va.
Hideo viene quindi lasciato dalla sua fidanzata, per le chiacchiere seguite al divorzio della sorella. Il ragazzo allora affronta a brutto muso la madre e, scoperto che è la tenutaria di una casa di appuntamenti, si dice profondamente deluso e lascia casa.
Kanichi raggiunge la laurea con successo ma, a questo punto, la madre si sente in dovere di dirgli tutta la verità. Lui le dice che non ha bisogno che gli dica niente perché per lui è la madre migliore del mondo e la ringrazia per tutto.
Iniziata la carriera di giornalista, Kanichi si imbatte nella sorella, che passeggia per Ginza, anche lei costretta dagli eventi e dalle ristrettezze economiche. Viene quindi a sapere che Hideo è entrato nella yakuza. Cercato di riconciliare i fratelli con la madre, Kanichi viene a sapere che il loro padre è vivo e conduce un'impresa identica a quella che fece fallire.
Giunta la notizia della morte di Hideo, Kanichi scopre che lo stesso è morto in uno scontro in cui la yakuza era chiamata a tutelare gli interessi di un'impresa. Questa è proprio quella a capo della quale c'è suo padre che, allora, decide di affrontare.
Kanichi indaga e appare subito chiaro che il padre si sia rivolto alla yakuza perché anche questa impresa è destinata a fallire truffando tutte le persone chiamate a sostenerla. Sbugiardato il padre e informatolo di essere stato la causa della morte del suo figliastro, lo implora di suicidarsi.
Il giornale di Kanichi denuncia la truffa dell'impresa del padre, ma questo non è apprezzato dalla madre che, pur biasimando l'ex marito, avrebbe evitato lo scandalo, per il buon nome della famiglia. Kanichi però sa di aver fatto la cosa giusta e può camminare a testa alta.

## Produzione

### Regia
Si tratta dell'ultimo film muto di Shimizu.